# Flower of Evil
Flower of Evil , en coréen : 악의 꽃 (Agui kkot), est une série télévisée sud-coréenne mettant en scène Lee Joon-gi, Moon Chae-won, Jang Hee-jin et Seo Hyun-woo,,. Elle marque les retrouvailles de Lee et Moon après Criminal Minds et le retour de Lee à la télévision après deux ans d'absence.

## Résumé
Hee-sung et Ji-won incarnent la famille parfaite : amoureux fous depuis 14 ans, ils forment un couple glamour et sont les parents d'une adorable fillette de six ans, Eun-ha. Artisan reconnu, il possède son propre atelier de métallurgie ; détective respectée, elle est spécialisée dans les homicides.
Mais lorsque Ji-won se met à enquêter sur une série de meurtres inexpliqués, de nombreux éléments la conduisent à son mari... Dès lors, toutes ses certitudes s'effondrent. Que cache Hee-sung ? Et surtout, qui est-il réellement ?

## Distribution

### Personnages principaux
- Lee Joon-gi : Baek Hee-sung, le mari de Ji-won, métallurgiste / Do Hyun-soo[1]
  - Park Hyun-joon : Hyun-soo jeune
  - Cha Sung-je : Hyun-soo enfant
- Moon Chae-won : Cha Ji-won, l'épouse de Hee-sung/Hyun-soo, détective[1]
- Jang Hee-jin : Do Hae-soo, la sœur aînée de Hyun-soo[2]
  - Lim Na-young : Hae-soo adolescente[5]
  - Lee Chae-yoon : Hae-soo à onze ans
- Seo Hyun-woo : Kim Moo-jin, journaliste[3]
  - Jeong Taek-hyun : Moo-jin jeune[6]

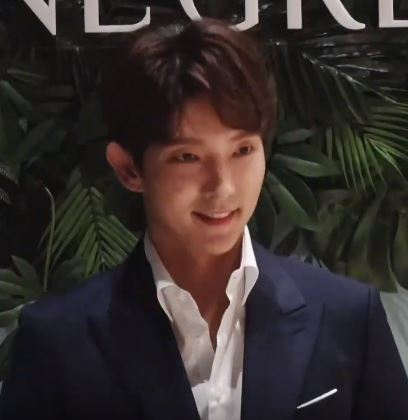
Lee Joon-gi
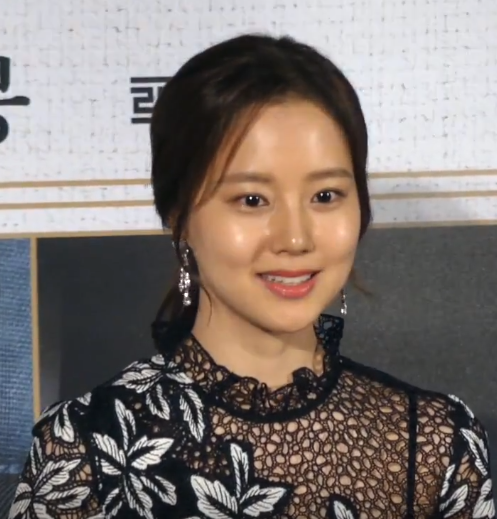
Moon Chae-won
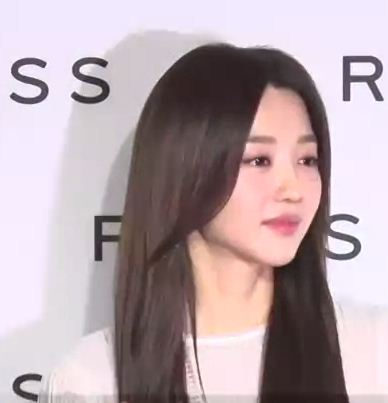
Jang Hee-jin
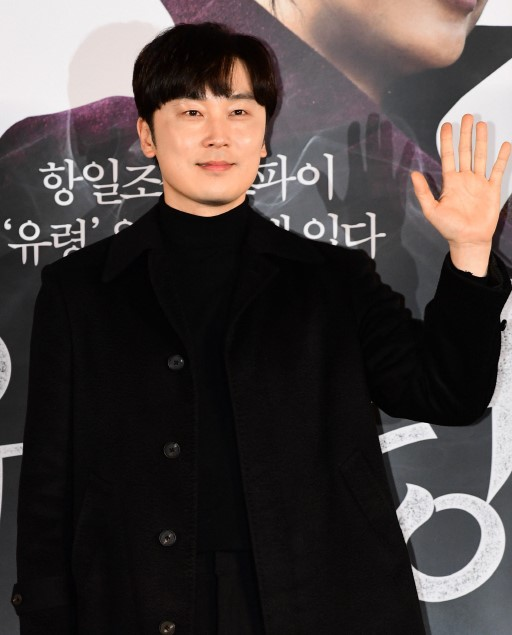
Seo Hyun-woo

### Personnages secondaires

#### La famille de Baek Hee-sung et Cha Ji-won
- Jung Seo-yeon : Baek Eun-ha, la fille de Hee-sung et Ji-won[7]
- Son Jong-hak : Baek Man-woo, le père de Hee-sung[8]
- Nam Gi-ae : Gong Mi-ja, la mère de Hee-sung[9]
- Jo Kyung-sook : Moon Young-ok, la mère de Ji-won[10]

#### Police de Kangsoo
- Choi Dae-hoon : Lee Woo-cheol, chef de l'équipe d'investigation consacrée aux homicides[9]
- Choi Young-joon : Choi Jae-sub, un détective vétéran[9]
- Kim Soo-oh : Im Ho-joon, plus jeune membre de l'équipe[9]
- Lim Chul-hyung : Yoon Sang-pil, chef de section[9]
- Hong Seo-joon : Oh Young-joon, capitaine

#### Hanjoogan Magazine
- Yang Hye-jin : Gang Pil-young, journaliste fétiche du Hanjoogan[9]
- Ju Ye-eun : Joo, journaliste

#### Autres
- Choi Byung-mo : Do Min-seok, le père de Hae-soo et Hyun-soo
- Kim Ji-hoon : Baek Hee-sung
  - Choi Kwon-soo : Hee-sung jeune
- Lee Kyu-bok : Nam Soon-gil
- Kim Geon : Kim In-seo
- Lee Ju-yeon : Park Seo-young
- Han Soo-yeon : Jung Mi-sook
- Yoon Byung-hee : Park Kyung-choon, chauffeur de taxi et mari de Jung Mi-sook
- Park Seung-tae : Oh Bok-ja
- Kim Ki-cheon : le Docteur Lee Hyun-suk

## Bande originale

### Partie 1
| Date de sortie : 6 août 2020 | Date de sortie : 6 août 2020 | Date de sortie : 6 août 2020 | Date de sortie : 6 août 2020 | Date de sortie : 6 août 2020 | Date de sortie : 6 août 2020 | Date de sortie : 6 août 2020 | Date de sortie : 6 août 2020 | Date de sortie : 6 août 2020 | Date de sortie : 6 août 2020 |
| No                           | Titre                        | Artiste(s)                   | Durée                        |                              |                              |                              |                              |                              |                              |
| ---------------------------- | ---------------------------- | ---------------------------- | ---------------------------- | ---------------------------- | ---------------------------- | ---------------------------- | ---------------------------- | ---------------------------- | ---------------------------- |
| 1.                           | Psycho                       | DOKO                         | 3:07                         |                              |                              |                              |                              |                              |                              |
| 2.                           | Psycho (Inst.)               |                              | 3:07                         |                              |                              |                              |                              |                              |                              |
| 6:14                         |                              |                              |                              |                              |                              |                              |                              |                              |                              |

### Partie 2
| Date de sortie : 19 août 2020 | Date de sortie : 19 août 2020 | Date de sortie : 19 août 2020 | Date de sortie : 19 août 2020 | Date de sortie : 19 août 2020 | Date de sortie : 19 août 2020 | Date de sortie : 19 août 2020 | Date de sortie : 19 août 2020 | Date de sortie : 19 août 2020 | Date de sortie : 19 août 2020 |
| No                            | Titre                         | Artiste(s)                    | Durée                         |                               |                               |                               |                               |                               |                               |
| ----------------------------- | ----------------------------- | ----------------------------- | ----------------------------- | ----------------------------- | ----------------------------- | ----------------------------- | ----------------------------- | ----------------------------- | ----------------------------- |
| 1.                            | In My Heart                   | Lim Yeon                      | 3:49                          |                               |                               |                               |                               |                               |                               |
| 2.                            | In My Heart (Inst.)           |                               | 3:49                          |                               |                               |                               |                               |                               |                               |
| 7:38                          |                               |                               |                               |                               |                               |                               |                               |                               |                               |

### Partie 3
| Date de sortie : 3 septembre 2020 | Date de sortie : 3 septembre 2020 | Date de sortie : 3 septembre 2020 | Date de sortie : 3 septembre 2020 | Date de sortie : 3 septembre 2020 | Date de sortie : 3 septembre 2020 | Date de sortie : 3 septembre 2020 | Date de sortie : 3 septembre 2020 | Date de sortie : 3 septembre 2020 | Date de sortie : 3 septembre 2020 |
| No                                | Titre                             | Artiste(s)                        | Durée                             |                                   |                                   |                                   |                                   |                                   |                                   |
| --------------------------------- | --------------------------------- | --------------------------------- | --------------------------------- | --------------------------------- | --------------------------------- | --------------------------------- | --------------------------------- | --------------------------------- | --------------------------------- |
| 1.                                | Feel You                          | Shin Yong-jae (2F)                | 3:28                              |                                   |                                   |                                   |                                   |                                   |                                   |
| 2.                                | Feel You (Inst.)                  |                                   | 3:28                              |                                   |                                   |                                   |                                   |                                   |                                   |
| 6:56                              |                                   |                                   |                                   |                                   |                                   |                                   |                                   |                                   |                                   |

## Diffusion
La série est diffusée sur tvN tous les mercredis et jeudis entre le 29 juillet et le 23 septembre 2020 ; elle est disponible à l'international sur différentes plateformes de vidéo à la demande telles que Netflix, iQIYI ou Viki.

## Accueil

### Accueil en Corée du Sud

#### Audiences
| Episode | Date de diffusion originale | Audiences recensées (Nielsen Korea) | Audiences recensées (Nielsen Korea) |
| Episode | Date de diffusion originale | Nationales                          | Dans la Région de Séoul             |
| --- | --------------------------- | ----------------------------------- | ----------------------------------- |
| 1 | 29 juillet 2020             | 3.357%                              | 4.248%                              |
| 2 | 30 juillet 2020             | 2.860%                              | 3.155%                              |
| 3 | 5 août 2020                 | 3.116%                              | 3.570%                              |
| 4 | 6 août 2020                 | 3.735%                              | 4.357%                              |
| 5 | 12 août 2020                | 2.973%                              | 3.060%                              |
| 6 | 13 août 2020                | 3.615%                              | 4.030%                              |
| 7 | 19 août 2020                | 3.526%                              | 4.030%                              |
| 8 | 20 août 2020                | 3.863%                              | 4.358%                              |
| 9 | 26 août 2020                | 3.539%                              | 4.142%                              |
| 10 | 27 août 2020                | 3.659%                              | 4.701%                              |
| 11 | 2 septembre 2020            | 3.844%                              | 4.250%                              |
| 12 | 9 septembre 2020            | 4.729%                              | 5.234%                              |
| 13 | 10 septembre 2020           | 4.456%                              | 4.853%                              |
| 14 | 16 septembre 2020           | 4.767%                              | 5.246%                              |
| 15 | 17 septembre 2020           | 5.083%                              | 5.536%                              |
| 16 | 23 septembre 2020           | 5.715%                              | 6.639%                              |
| Moyenne | Moyenne                     | 3.927%                              | 4.463%                              |
| Episode spécial | 3 septembre 2020            | 2.342%                              | 2.797%                              |
| - Dans le tableau ci-dessus, les chiffres en bleu indiquent les audiences les plus basses et les chiffres en rouge représentent les audiences les plus hautes. - Cette série a été diffusée sur une chaîne câblée/payante qui a normalement une audience relativement plus petite par rapport à la télévision gratuite/chaîne publique (KBS, SBS, MBC et EBS). |                             |                                     |                                     |

#### Récompenses et nominations
| Année | Cérémonie                  | Catégorie                                                 | Nommé(e)       | Résultat   | Référence |
| ----- | -------------------------- | --------------------------------------------------------- | -------------- | ---------- | --------- |
| 2020  | Asia Artist Awards         | Célébrité asiatique                                       | Lee Joon-gi    | Lauréat    | [ 13 ]    |
| 2020  | Asia Artist Awards         | Prix du meilleur artiste                                  | Lee Joon-gi    | Lauréat    | [ 13 ]    |
| 2020  | Asia Artist Awards         | Prix de l'actrice la plus populaire                       | Moon Chae-won  | Nomination | [ 13 ]    |
| 2021  | 7ème APAN Star Awards      | Prix de la célébrité la plus populaire, catégorie acteur  | Lee Joon-gi    | Nomination |           |
| 2021  | 7ème APAN Star Awards      | Prix KT Seezn Star                                        | Lee Joon-gi    | Nomination |           |
| 2021  | 7ème APAN Star Awards      | Prix KT Seezn Star                                        | Moon Chae-won  | Nomination |           |
| 2021  | 7ème APAN Star Awards      | Prix de la célébrité la plus populaire, catégorie actrice | Moon Chae-won  | Nomination |           |
| 2021  | 57ème Baeksang Arts Awards | Meilleur réalisateur                                      | Kim Cheol-kyu  | Lauréat    | [ 14 ]    |
| 2021  | 57ème Baeksang Arts Awards | Meilleur drama diffusé à la télévision                    | Flower of Evil | Nomination | [ 14 ]    |
| 2021  | 57ème Baeksang Arts Awards | Meilleur scénario pour un drama diffusé à la télévision   | Yoo Jung-hee   | Nomination | [ 14 ]    |
| 2021  | 57ème Baeksang Arts Awards | Meilleur acteur dans une série télévisée                  | Lee Joon-gi    | Nomination | [ 14 ]    |
| 2021  | 57ème Baeksang Arts Awards | Meilleur acteur secondaire dans une série télévisée       | Kim Ji-hoon    | Nomination | [ 14 ]    |